# Strathnaver

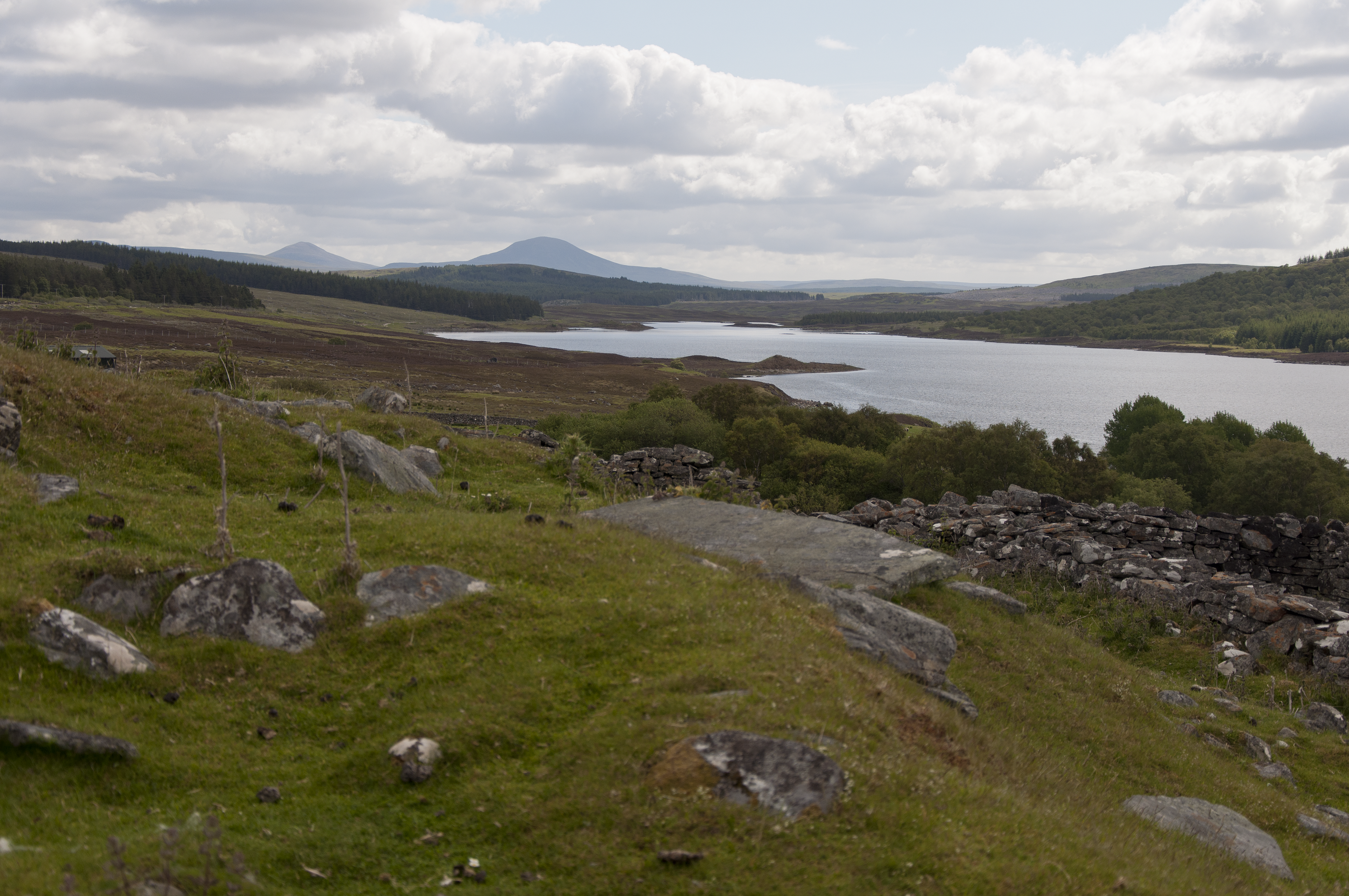
Loch Naver en ontruimde woningen van Grumbeg

Strathnaver of Strath Naver (Schots-Gaelisch: Srath Nabhair, Nederlands: vallei van de Naver) is een vruchtbaar dal langs de 29 km lange rivier Naver, die uit Loch Naver stroomt naar de noordkust van Schotland en daar uitmondt in Bettyhill in de Atlantische Oceaan.
De naam van de vallei heeft een bredere betekenis en is ook bekend als Reay country, ooit onder controle van de clan Mackay. Het gebied strekte zich uit over het grootste deel van Noordwest-Sutherland. Het Strathnaver Museum is ondergebracht in de Farr Parish Church te Bettyhill.
Langs de rivier en Loch Naver loopt de Strathnaver Trail, een route die de bezoeker leidt langs de bezienswaardigheden van de rivier Naver en de vallei zoals de broch te Grummore, het Strathnaver Museum te Farr, de Farr Stone en de relicten van de Ontruiming van de Hooglanden.

## Strathnaver en de ontruiming van de Hooglanden
Strathnaver was getuige van een van de meest beruchte uitdrijvingen tijdens de Ontruiming van de Hooglanden. Ongeveer 15.000 mensen werden uit dit gebied verdreven om plaats te maken voor schapen. De eerste ontruiming gebeurde in Grummore in 1814. Vóór 1814 waren er ongeveer 40 kleine nederzettingen in deze vallei. De pachters waren meestal arme, ongeletterde mensen die af te rekenen kregen met slechte oogsten en besmettelijke ziekten. Het was Elizabeth Leveson-Gower, gravin van Sutherland, samen met haar echtgenoot, de markies van Stafford, die dit initiatief nam. Hun handlangers waaronder hun rentmeester Patrick Sellar staken de daken van heideriet in brand om onwillige bewoners uit hun huizen te verjagen.
Patrick Sellars naam is verbonden met de gewelddadige ontruimingen. Hij werd beschuldigd van brandstichting en van moord op Margaret Mackay tijdens een rechtszaak in 1816 in Inverness. De tweeënnegentig jaar oude vrouw wilde haar huis in Rosal, net ten zuiden van Syre, niet verlaten toen het in brand werd gestoken. Ze overleed vijf dagen later, op 18 juli 1814. Sellar werd vrijgesproken.
In Grumbeg woonde Henny Munro, een weduwe van een soldaat. Zij had haar man tijdens alle campagnes, onder meer in Sicilië en Spanje gevolgd en toen hij overleed keerde zij terug naar haar geboortedorp. In 1819 stond Patrick Sellar met zijn handlangers voor haar deur en zij vroeg met aandrang om haar meubelen te mogen redden vooraleer het huis in brand werd gestoken. Sellar bezwoer haar met een eed dat zij een half uur tijd kreeg om alle rommel (trumpery zoals hij het noemde) te verwijderen. De wind blies het vuur in de richting van haar bezittingen die vlak naast haar huis waren neergezet en de vlammen veranderden ze in as.
Andere soldaten die heelhuids terugkeerden moesten op zoek naar hun verwanten die, ondanks beloftes toen ze dienst namen, toch uit hun huizen waren verdreven.

### Sutherland Highlanders
Syre was de plaats waar Highlanders uit Strathnaver werden gerekruteerd om dienst nemen in het 93rd (Sutherland Highlanders) Regiment of Foot. Zij vormden de Thin Red Line tijdens de Krimoorlog in 1854. Toen waren er nog weinig Highlanders uit Strathnaver in het regiment want ze vonden dat als onze heren schapen verkiezen boven mensen, de schapen hen dan maar moesten verdedigen.

## Broch
In Grummore staat de Grummore Broch aan de oever van Loch Naver. Hij dateert uit de eeuw vlak voor of na onze jaartelling.

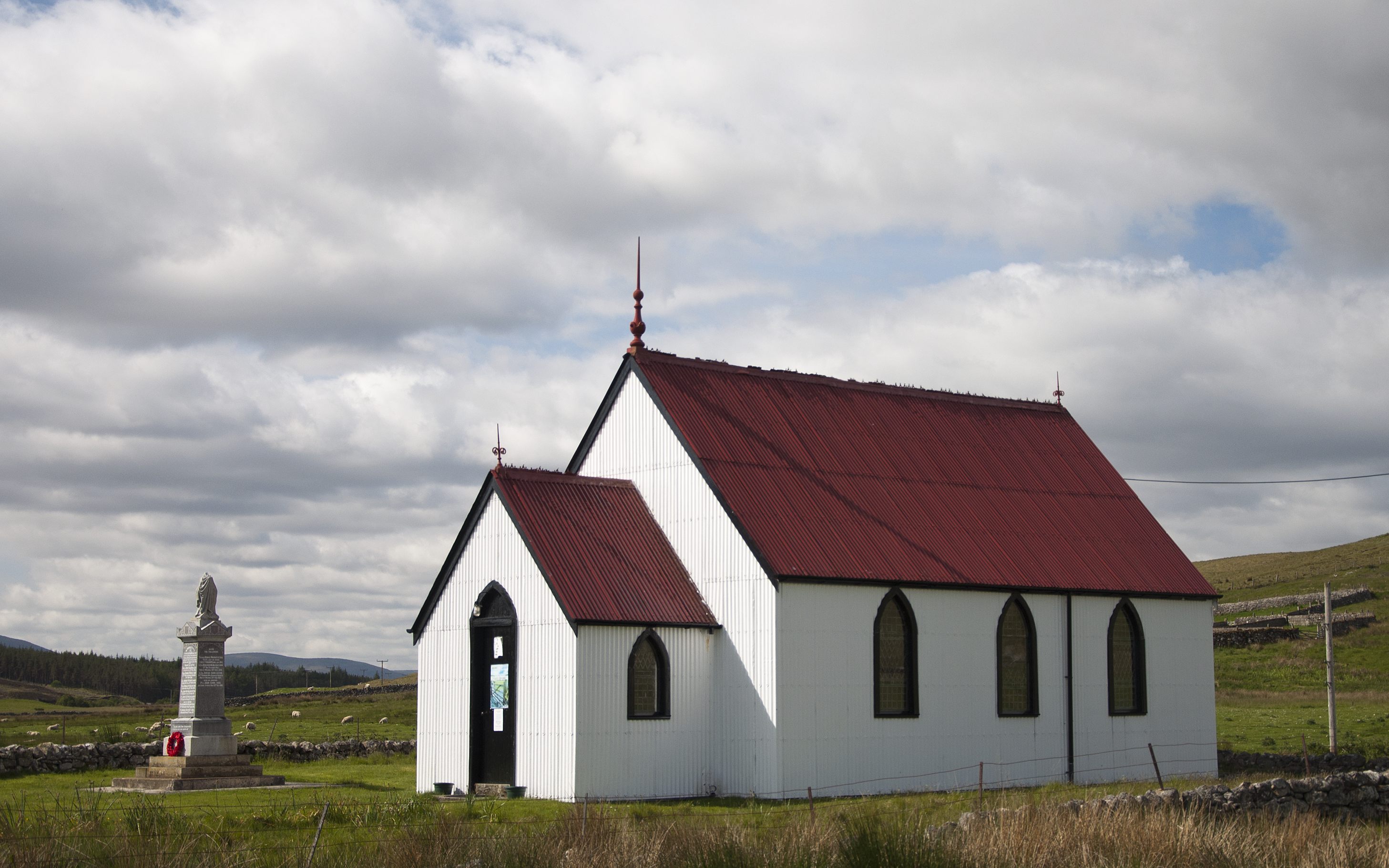
De 19e-eeuwse kerk in Syre
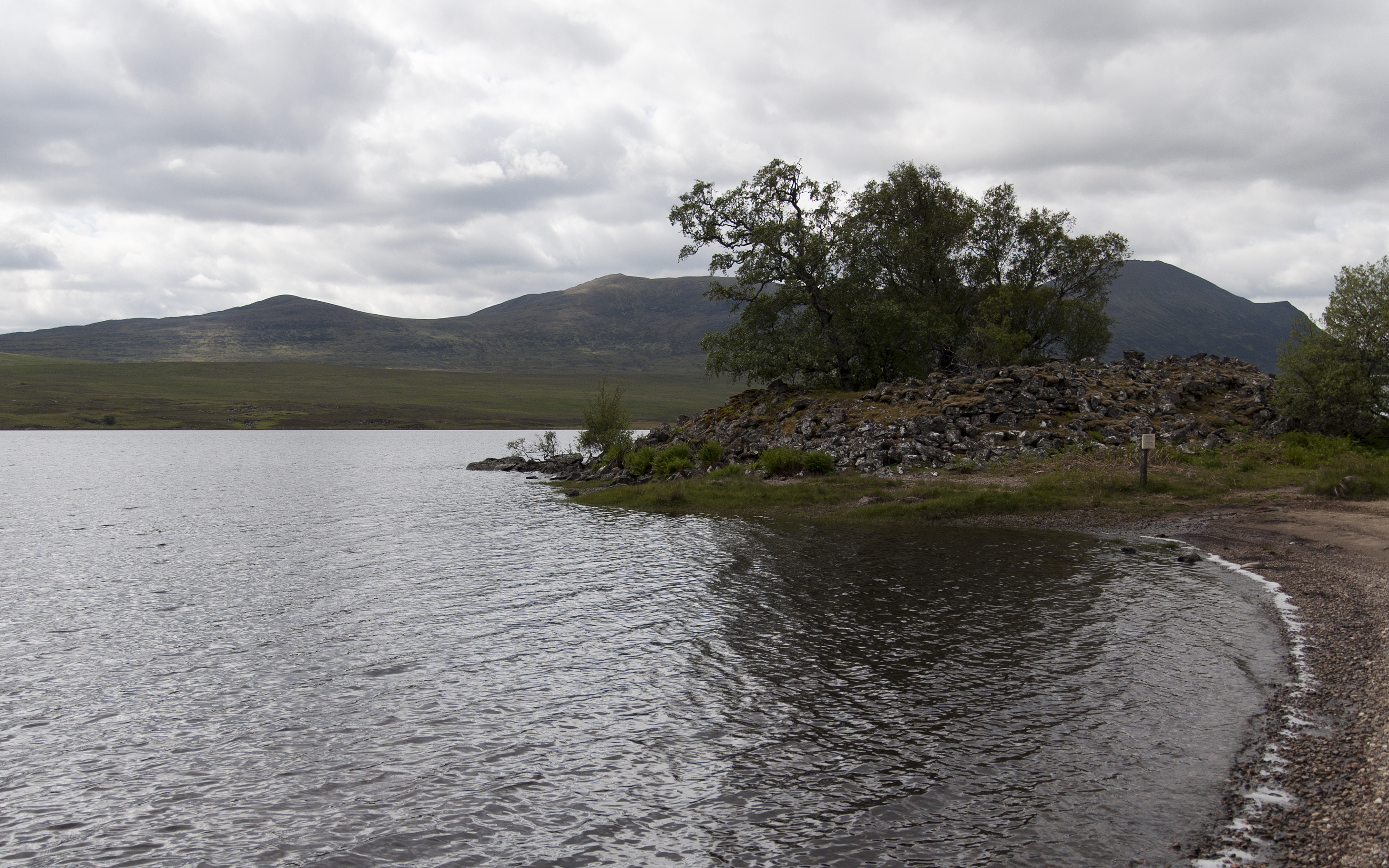
De Grummore Broch
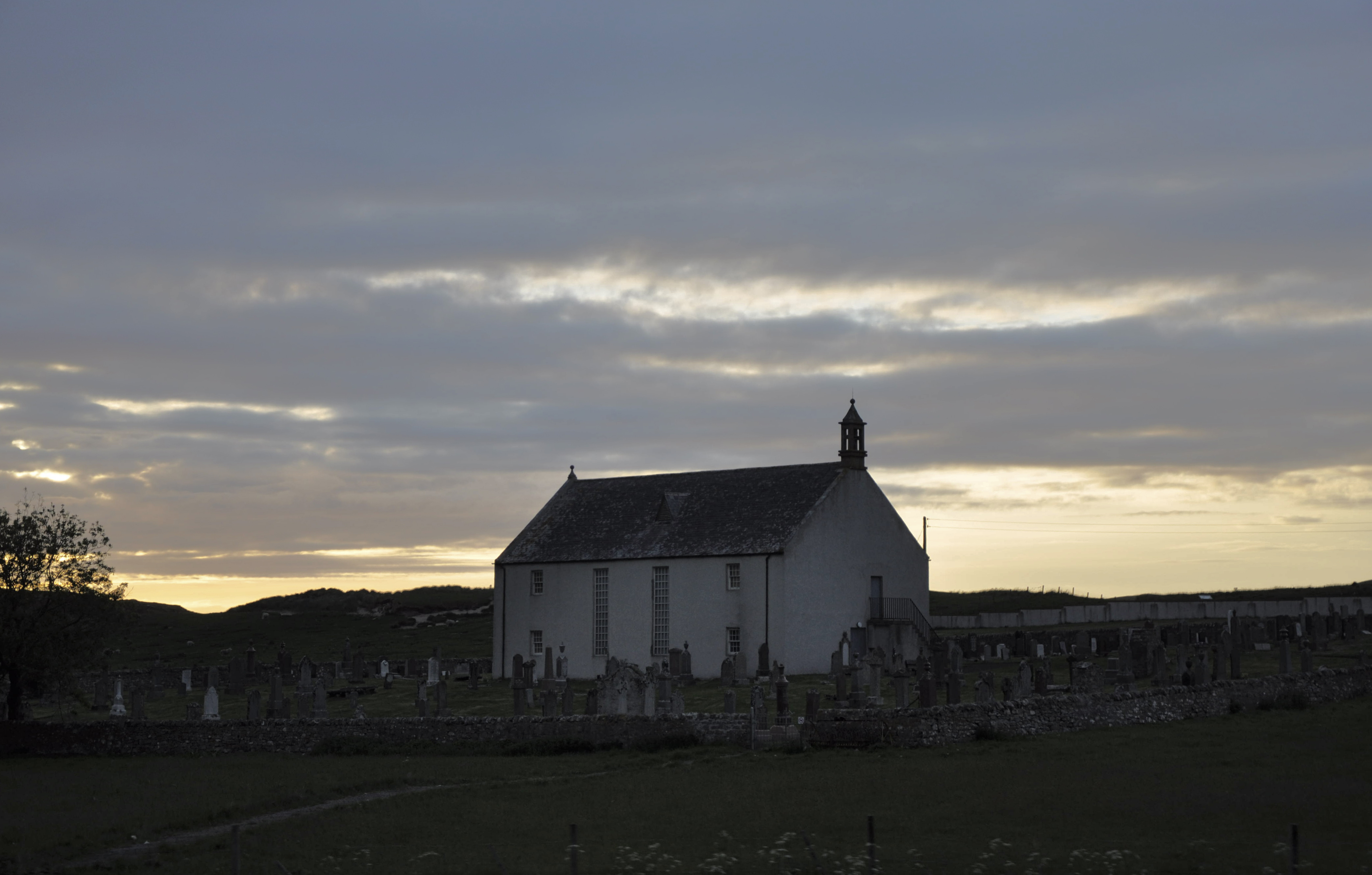
Het Strathnaver Museum in Bettyhill